# Ла-Трапп
48°38′14″ пн. ш. 0°34′24″ сх. д. / 48.637222222222° пн. ш. 0.57333333333333° сх. д.
Ла-Трапп (фр. La Trappe) — абатство у Франції, центр реформи цистерціанського ордену, в результаті якої в 1663 році утворилася гілка цистерціанців — траппісти (за назвою монастиря). Засноване у 1140 році. Розташоване в Нижній Нормандії приблизно за 100 км на захід від Парижа.

## Історія
Абатство засноване 1140 року. Через сім років приєдналося до цистерціанського ордена, після чого стало підкорятися абатству Клерво. Після періоду зростання та процвітання настав занепад, у Столітню війну монастир кілька разів розорявся.
1662 року абатом Ла-Траппа став А.-Ж. ле Бутільє де Рансе, який у відповідь на послаблення правил та зниження дисципліни в інших цистерціанських монастирях заснував новий орден, який отримав офіційну назву «Орден цистерціанців суворого дотримання» (Ordo Cisterciensis Strictioris Observantiae). Через деякий час нова гілка цистерціанців стала неофіційно іменуватися за назво свого центру траппістами. Монастирі траппістів відрізнялися суворою аскезою, суворою дисципліною та неухильним дотриманням правил святого Бенедикта. Багато цистерціанських монастирів у Франції та решті Європи прийняли реформу і перейшли в новий орден.
Під час французької революції монастирі трапістів, як і інші монастирі країни, були націоналізовані, а ченці вигнані. В абатство Ла-Трапп ченці отримали можливість повернутися у 1815 році, проте на той час монастир був у руїнах. Відновлення Ла-Траппа тривало понад 15 років, у 1832 році було освячено нову монастирську церкву.
1880 року ченці ще раз виганялися з Ла-Траппа антиклерикальним урядом, але невдовзі змогли повернутися. У 90-х роках ХІХ століття в абатстві йшли масштабні будівельні роботи.

## Сучасний стан
Ла-Трапп — діюче абатство. В даний час абатом монастиря є Геррік Рейтц-Сежот (Guerric Reitz-Séjotte).